# I Stand Alone
I Stand Alone — сольный студийный альбом солистки группы ABBA, шведской певицы Агнеты Фельтског, вышедший в 1987 году.

## Об альбоме
I Stand Alone спродюсировал Питер Цетера (Peter Cetera), бывший певец и бас-гитарист американской рок-группы Chicago. Сопродюсер альбома был Брюс Гайтщ (Bruce Gaitsch), с которым у Агнеты одно время были отношения. Благодаря влиянию этих продюсеров пластинка отличается по звучанию от двух предыдущих работ Фэльтскуг, выдержанных в европейских стилях.
Диск стал самым продаваемым релизом 1988 года в Швеции, где он провёл на вершине хит-парада восемь недель. Кроме того, он вошёл в первую двадцатку Норвегии и Нидерландов.
Были сняты видеоклипы на песни «The Last Time» и «Let It Shine». Когда третий сингл из альбома «I Wasn’t the One (Who Said Goodbye)» в апреле 1988 года попал в чарты журнала Billboard, компания Warner Music обратилась к певице с просьбой сделать к нему видеосопровождение. Хотя эта песня записана в дуэте с Питером Цетерой, в видеоклипе он не появляется.
Трек «Love in a World Gone Mad» является кавер-версией песни британской поп-группы Bucks Fizz из альбома 1986 года Writing on the Wall.

## Список композиций
1. The Last Time — 4:12 (Robin Randall/Judithe Randall/Jeff Law)
2. Little White Secrets — 4:04 (Ellen Schwartz/Roger Bruno/Susan Pomerantz)
3. I Wasn’t The One (Who Said Goodbye) — 4:10 (Mark Mueller/Aaron Zigman)
4. Love In A World Gone Mad — 4:08 (Billy Livsey/Pete Sinfield)
5. Maybe It Was Magic — 4:07 (Peter Brown/Pat Hurley)
6. Let It Shine — 3:58 (Austin Roberts/Bill LaBounty/Beckie Foster)
7. We Got A Way — 3:50 (John Robinson/Franne Golde/Martin Walsh)
8. I Stand Alone — 4:48 (Peter Cetera/Bruce Gaitsch)
9. Are You Gonna Throw It All Away — 4:52 (Dianne Warren/Albert Hammond)
10. If You Need Somebody Tonight — 3:32 (Dianne Warren/Albert Hammond)